# ことばさがし
『ことばさがし』は、Sound Scheduleの5枚目のシングル。2003年4月16日にDANGUY RECORDSより発売された。

## 概要
前作『ピーターパン・シンドローム』から約4か月ぶりのマキシシングル。

## 収録曲
1. ことばさがし [5:33]
作詞・作曲：大石昌良
編曲：Sound Schedule
テレビ神奈川『saku saku』 2003年4月度エンディングテーマ
2. 燃やせ煩悩 [4:15]
作詞・作曲：大石昌良
編曲：Sound Schedule
3. ペンネの女 [4:01]
作詞・作曲：大石昌良
編曲：Sound Schedule

## ミュージック・ビデオ
ことばさがし
監督：井上哲央
オールタイム・ベストアルバムの発売に先駆けて、2019年3月19日にヤマハミュージックYouTubeチャンネルに投稿された。

## 参加ミュージシャン
- Sound Schedule
  - 大石昌良 - ボーカル・ギター
  - 沖裕志 - ベース
  - 川原洋二 - ドラム

## 収録アルバム
- 456（#1・#3）
- THE COMPLETE SS（#1・#2）
- Sound Schedule ALL TIME BEST (#2・#3)

この他、#1のライブ映像が7thシングル『スペシャルナンバー』の初回盤及びDVD『SS LIVES』に、#1のミュージック・ビデオがDVD『SS FILMS』に収録されている。また、5thアルバム『Place』および2ndベストアルバム『Sound Schedule ALL TIME BEST』には#1のリミックスが収録されている。